# NGC 3970
NGC 3970 este o galaxie lenticulară situată în constelația Cupa. A fost descoperită în 9 martie 1828 de către John Herschel.